# San Antonio de Aguirre
San Antonio de Aguirre är en ort i Mexiko.   Den ligger i kommunen Pénjamo och delstaten Guanajuato, i den centrala delen av landet, 290 km väster om huvudstaden Mexico City. San Antonio de Aguirre ligger 1 737 meter över havet och antalet invånare är 711.
Terrängen runt San Antonio de Aguirre är varierad. Runt San Antonio de Aguirre är det ganska tätbefolkat, med 111 invånare per kvadratkilometer. Närmaste större samhälle är Pénjamo, 7,7 km norr om San Antonio de Aguirre. Trakten runt San Antonio de Aguirre består till största delen av jordbruksmark.